# Lil Dicky
Девід Ендрю Берд (англ. David Andrew Burd), відомий під псевдонімом Lil Dicky, або просто LD — американський репер та комік. Здобув широку популярність після виходу відеокліпу «Ex-Boyfriend», який став вірусним та за першу добу зібрав понад один мільйон переглядів на YouTube. 31 липня 2015 року презентував свій дебютний альбом «Professional Rapper». 2018 року пісня «Freaky Friday», записана за участі Кріса Брауна, стала світовим хітом.

## Біографія
Народився 15 березня 1988 року у Елкінс Парку, окрузі містечка Челтемгем Тауншіп, яке розташоване на півночі Філадельфії. Виховувався у єврейській сім'ї з вищим за середній рівнем достатку. Навчався у середній школі Челтемгем Тауншіп. Берд так описує свої шкільні роки: «Я був слизняком. Мав надто незграбний вигляд. Дівчата мені не давали, але я отримав звання клоуна класу та мав гарні оцінки». Після закінчення школи, втупив до Річмондського університету, де у той самий час навчався репер Дейв Іст. 2010 року закінчив виш з відзнакою. Опісля переїхав до Сан-Франциско (Каліфорнія), де працював менеджером по роботі з клієнтами у рекламній агенції «Ґудбі, Сільверстайн і партнери». Після презентації місячного звіту у форматі реп відео, компанія перевела Девіда до креативного віділлу, де він вигадував рекламу, зокрема у підтримку кампанії «BIG» від NBA.
Берд зацікавився музикою ще у дитинстві, слухаючи хіп-хоп та альтернативний рок. Почав читати реп у п'ятому класі, коли за допомогою речитативу створив доповідь про Олександра Пушкіна. У підлітковому віці насамперед побюбляв творчість Nas та Jay-Z.

## Кар'єра
За словами Берда, він розпочав кар'єру репера «просто щоб привернути до себе увагу з комедійної точки зору та згодом мати змогу писати сценарії для фільмів, телевізійних шоу та виконувати ролі як актор». Проте, він «закохався у реп» і не вже не планує «залишати цю тусівку, допоки не доведе свою позицію».
2011 року розпочав роботу над своїм дебютним мікстейпом — «So Hard». Процес запису мікстейпу зайняв понад два роки, оскільки він все-ще працював в агенції «Ґудбі, Сільверстайн і партнери». Берд записав левову частку своїх ранніх треків за допомогою MacBook Pro та мікрофона за 400 доларів; 2013 року виконавець протягом п'яти місяців почав випускати одну пісню на тиждень. У квітні 2013 року презентував відеокліп на пісню «Ex-Boyfriend», головний сингл мікстейпу. Відеокліп став вірусним та за першу добу зібрав понад один мільйон переглядів на YouTube. 9 вересня 2014 року виконавець опублікував свій другий мікстейп під назвою «Hump Days».
31 липня 2015 року світ побачив його дебютний альбом «Professional Rapper», записаний за участі таких виконавців як: Snoop Dogg, T-Pain, Rich Homie Quan, Fetty Wap, Brendon Urie, RetroJace та Hannibal Buress. У квітні 2017 року відбулася публікація відеокліпу «Pillow Talking», а у вересні — міні-альбому «I'm Brain». 2018 року пісня «Freaky Friday», записана за участі Кріса Брауна, стала світовим хітом.